# Stonewood
Stonewood è un comune degli Stati Uniti d'America, nella contea di Harrison nello Stato della Virginia Occidentale.